# Parque estatal de la Sierra de Tabasco
Der Parque estatal de la Sierra de Tabasco (deutsch Staatspark des Hochlands von Tabasco) ist ein Naturschutzgebiet in der Sierra de Tabasco, einem Gebirgsmassiv im mexikanischen Bundesstaat Tabasco zwischen den Gemeinden Teapa und Tacotalpa, das von den Gebirgszügen „Madrigal, Poaná und Tapijulapa“ gebildet wird, deren Formationen eine Höhe von 1.000 m nicht überschreiten und die zu den Ausläufern der Sierra Madre del Sur gehören.
Das „Instituto Nacional de Investigaciones Sobre Recursos Bióticos“ (deutsch Nationales Institut für die Erforschung biologischer Ressourcen) hat wichtige Studien in der Region durchgeführt und ist zu dem Schluss gekommen, dass das Gebiet eine Vielzahl von Pflanzenarten beherbergt, die typisch für den hohen immergrünen Regenwald sind, und auch von verschiedenen wildlebenden Tierarten bewohnt wird, die vom Aussterben bedroht sind, und dass das Gebiet ein wichtiger Zufluchtsort für nistende und nährende Arten ist, sowohl für wandernde als auch für einheimische.
Aus diesem Grund und mit dem Ziel, eine der letzten Bastionen des immergrünen Hochwaldes in Tabasco zu erhalten, wurde das Gebiet am 24. Februar 1988 zum Naturschutzgebiet erklärt, und zwar in Form eines Staatsparks mit einer Fläche von 15.113,20 Hektar, was 151,132 km² entspricht.

## Dekret
Das „Dekret 0660“, mit dem das Gebiet des Staatsparks Sierra de Tabasco geschaffen wurde, wurde am 24. Februar 1988 im Amtsblatt des Bundesstaates Tabasco veröffentlicht und weist eine Fläche von 15.113,20 Hektar aus.

## Lage
Der Staatspark Sierra de Tabasco befindet sich in den Gemeinden Teapa und Tacotalpa in der südlichen Zentralregion des Bundesstaates Tabasco. Geografisch wird er zwischen 17°25′ und 17°35′ nördlicher Breite und 92°38′ und 92°58′ westlicher Länge eingegrenzt. Der Park befindet sich in der zentral-südlichen Region von Tabasco.

## Klima
Der Staatspark Sierra de Tabasco liegt in der Region mit den höchsten Niederschlagsmengen Mexikos und den zweithöchsten der Welt, mit einem Jahresdurchschnitt von 3.862,6 mm. Das Klima ist heiß und feucht mit Niederschlägen das ganze Jahr über, wobei die Niederschläge von August bis März am stärksten sind, während es von April bis Juli trocken ist und es ab Juni nur wenig regnet. Die mittlere Jahrestemperatur liegt zwischen 23 und 26,8 °C.

## Biodiversität
Nach Untersuchungen des „Instituto Nacional de Investigaciones sobre Recursos Bióticos“ (deutsch Nationales Institut für die Erforschung biotischer Ressourcen) beherbergt das Gebiet des Schutzgebiets zahlreiche für die Region charakteristische Tier- und Pflanzenarten und ist ein günstiges Nist- und Nahrungsgebiet für wandernde Arten, wobei sowohl die einheimische als auch die wandernde Flora und Fauna vom Aussterben bedroht sind.

### Flora
Die Pflanzendecke im Hochland von Tabasco ist in Bezug auf Arten, Gemeinschaften und Ökosysteme sehr vielfältig und gehört zu den komplexesten und vielfältigsten Ökosystemen, gleichzeitig aber auch zu den anfälligsten und empfindlichsten gegenüber menschlichen Eingriffen. Andererseits erbringt sie weitere wichtige „Umweltleistungen“ wie die Regulierung des Wasserhaushalts auf regionaler Ebene, den Erosionsschutz und die Aufrechterhaltung der Bodenfeuchtigkeit; jüngsten Studien zufolge ist diese Vegetationsdecke teilweise für den Regenkreislauf verantwortlich, so dass es sich um das Gebiet mit den zweithöchsten Niederschlägen der Welt handelt.
In diesem Gebiet gibt es eine große Vielfalt an Pflanzenarten, die für den immergrünen Hochwald typisch sind, wie zum Beispiel: Ceiba, Cedrela, Meliaceae, Chicozapote, Ramón, Samán und Spondias mombin. Sehr häufig sind die Bäume mit Lianen bewachsen, die verholzt sind und bis zu 200 m lang werden können, indem sie sich um die Bäume wickeln. Auch epiphytische Pflanzen wie Orchideen und Bromelien sind weit verbreitet.

### Fauna
Das Reservat beherbergt eine Vielzahl von Wildtierarten, wie zum Beispiel:

#### Vögel
Der Park beherbergt etwa 125 Vogelarten, beispielsweise den gewöhnlichen Graugelb-Todityrann (Todirostrum cinereum).

#### Säugetiere
In diesem Gebiet gibt es eine große Anzahl von Säugetierarten, die alle vom Aussterben bedroht sind und deren Lebensraum sich auf die höher gelegenen Teile der Hügel beschränkt hat, da die Steilheit der Hügel den Zugang für Jäger erschwert. Zu den repräsentativsten Säugetieren gehören: Jaguar, Ozelot, Tigrillo, Mantelbrüllaffe und Klammeraffen.

#### Reptilien
Im Park leben zahlreiche Reptilien, darunter der Grüne Leguan, die Tropische Klapperschlange, die Boa und die Terciopelo-Lanzenotter.

## Gestaltung
Der Staatspark Sierra de Tabasco ist in fünf Bewirtschaftungszonen unterteilt: die „Kern- oder Naturzone“, die „Zone zur Rückgewinnung“, die „Zone für ländliche Entwicklung“, die „Zone für öffentliche Nutzung“ und die „Zone für besondere Nutzung“, die je nach ihren Merkmalen in einen oder mehrere Sektoren unterteilt sind.

### Kern- oder Naturzone
Es handelt sich um ein Gebiet, das von menschlichen Eingriffen verschont geblieben ist und die Merkmale des immergrünen Hochwaldes in Tabasco intakt wiedergibt. In diesem Gebiet wurde ein vollständiges und unbefristetes Verbot der Ausbeutung der wildlebenden Flora und Fauna erlassen, da es zu jeder Zeit verboten ist, Pflanzen zu sammeln, abzuschneiden, zu entnehmen oder zu zerstören sowie zu jagen, zu fangen oder irgendeine Handlung vorzunehmen, die das Leben oder die Unversehrtheit der in diesem Gebiet lebenden Tiere beeinträchtigt. Diese Zone hat eine Fläche von 6.999,9 Hektar, was 47,1 % der Gesamtfläche des Parks entspricht. Sie wurde in folgende sechs Sektoren unterteilt:
- San José Puyacatengo (656,2 Hektar)
- Arcadio Zentella (531,2 Hektar)
- Sierra Madrigal (1.837,5 Hektar)
- Sierra Poaná (1.243,7 Hektar)
- Planada-Cerro Iglesia (2.550 Hektar)
- Cerro Cometa (681,2 Hektar)

### Zone zur Rückgewinnung
Sie umfasst Gebiete, die teilweise gestört sind, aber angesichts des Grades der Störung ist es immer noch möglich, die ursprüngliche Vegetation wiederherzustellen und sie in die Kern- oder Naturzone einzugliedern. In dieser Zone sind keinerlei menschliche Aktivitäten erlaubt, ausgenommen wissenschaftliche Forschung. In diesem Gebiet wurde ein vollständiges und unbefristetes Verbot der Nutzung der wildlebenden Flora und Fauna erlassen, das das Sammeln, Abschneiden, Herausziehen oder Zerstören von Pflanzen sowie das Jagen, Fangen und jede Handlung, die das Leben oder die Unversehrtheit der in diesem Gebiet lebenden Tiere beeinträchtigt, untersagt.
Diese Zone hat eine Fläche von 3.593 Hektar, was 21,1 % des Parks entspricht, und ist in sechs Sektoren unterteilt:
- Puyacatengo (375 Hektar)
- Arcadio Zentella-Sierra Madrigal (750 Hektar)
- Cañada Polo López (1.174,3 Hektar)
- Cerro Mico - Cerro Quemado (397,7 Hektar)
- Planada Cerro La Campana (675 Hektar)
- Villa Luz (225 Hektar)

### Zone für ländliche Entwicklung
Landwirtschaftliche Tätigkeiten sind in dieser Zone erlaubt, sofern sie das Erholungsgebiet nicht beeinträchtigen und Wiederaufforstungsprogramme durchgeführt werden. Jedes öffentliche oder private Bauprojekt, das in diesem Gebiet durchgeführt werden soll, bedarf der vorherigen und ausdrücklichen Genehmigung durch die Staatsregierung. Es hat eine Fläche von 3.892,9 Hektar, was 25,7 % des Parks entspricht, der in vier Sektoren unterteilt ist:
- Guanal (635,5 Hektar)
- Poaná (2.062,4 Hektar)
- Punchero (1.193 Hektar)
- Arroyo Chispa (1.193 Hektar)

### Zone für öffentliche Nutzung
Diese Zone umfasst Gebiete, die aufgrund ihrer landschaftlichen Eigenschaften für touristische und Erholungsaktivitäten bestimmt sind, wobei stets versucht wird, die ökologischen Auswirkungen dieser Aktivitäten so gering wie möglich zu halten. Sie hat eine Fläche von 627,4 Hektar, was 3,33 % des Parks entspricht, der in vier Sektoren unterteilt ist:
- Fluss Puyacatengo (156,2 Hektar)
- Poaná-Hügel (358,7 Hektar)
- Soledad (358,7 Hektar)
- Tapijulapa (112,5 Hektar)

### Zone für besondere Nutzung
Diese Zone besteht aus dem Gebiet der städtischen Zone des Pueblo Mágico von Tapijulapa, das die restlichen 1,55 % des Parks ausmacht.

## Touristische Aktivitäten
Der Park ist touristisch sehr aktiv, da es mehrere Zentren für Ökotourismus gibt. Die repräsentativsten sind:

### Puyacatengo-Fluss
In der Gemeinde Teapa gibt es am Fluss Río Puyacatengo mit kristallklarem Wasser auf einer Länge von 14 Kilometern mehrere Badeorte und Freizeitzentren, die an den Wochenenden, vor allem während der Oster- und Sommerferien, von zahlreichen Besuchern aus der Region besucht werden. Es gibt Restaurants, Palapas, Toiletten und Parkmöglichkeiten.

### El Madrigal Pfad
Der El Madrigal Pfad befindet sich vor dem Eingang des „Instituto Tecnológico Superior de la Región Sierra“ (deutsch Höheres Technologisches Institut der Sierra-Region). Wie der Name schon sagt, handelt es sich um einen Pfad, von dem aus man die Schönheit des Sierra State Park und den 900 m hohen Cerro el Madrigal, den zweithöchsten Punkt des Bundesstaates, bewundern kann.

### Tapijulapa
Tapijulapa liegt in der Gemeinde Tacotalpa und ist einer der magischen Orte Mexikos, der sich durch seine gepflasterten Straßen und seine Häuser mit weißen Fassaden und roten Ziegeldächern auszeichnet. Vor allem an den Wochenenden und in den Oster- und Sommerferien ist Tapijulapa ein beliebtes Ausflugsziel, da es neben seinen Attraktionen wie den Flüssen „Rio Escalón“ („Rio Amatán“) und dem „Rio Oxolotán“, den Seilbahnen und dem Kunsthandwerk auch Ausgangspunkt für den Besuch vieler ökotouristischer Zentren der Region ist.

### Kolem Jaa
Ein wichtiges und schönes ökotouristisches Projekt in den Bergen von Tabasco. Es hat viele Attraktionen, unter denen herausragen: Die zweitlängste Seilrutsche in Lateinamerika, Wasserfall-Abseilen, eine Voliere, einen Hindernisparcour, Wanderwege und Wasserfälle. Daneben gibt noch Restaurants, Hütten und Parkplätze.

### Wasserfälle von Villa Luz
Es handelt sich um ein 225 Hektar großes ökologisches Reservat, in dem man den schönen Wasserfall von Villa Luz, das Haus des ehemaligen Gouverneurs Tomás Garrido Canabal mit einem kleinen Museum, die Sardinenhöhle und die Becken und Bäche mit schwefelhaltigem Wasser besichtigen kann. Es gibt Palapas und Grillmöglichkeiten für Besucher.

### Cueva de Villa Luz
Die Cueva de Villa Luz, auch Sardinenhöhle genannt, befindet sich im Naturschutzgebiet Villa Luz und ist einer der meistbesuchten Orte, vor allem in der Karwoche, denn am Palmsonntag führen die einheimischen Zoques den traditionellen Tanz des Sardinenfischens (spanisch Danza de la pesca de la sardina) auf und fangen dann so viele Fische wie möglich, was als Vorhersage für die Ernte angesehen wird.
Darüber hinaus gibt es weitere Ökotourismuszentren in der Gegend, die eine geringere Besucherzahl verzeichnen, wie z. B.; der Colem Chen Pfad (spanisch El Sendero Colem Chen), der Garten Gottes (spanisch el Jardín de Dios), Ceiba Adventure, die Höhlen von Cuesta Chica (spanisch las Grutas de Cuesta Chica) und die Grotte der Marmore (spanisch  la Gruta de las Canicas).